# Actinotus helianthi
Actinotus helianthi là một loài thực vật có hoa trong họ Hoa tán. Loài này được Labill. mô tả khoa học đầu tiên năm 1805.

## Hình ảnh

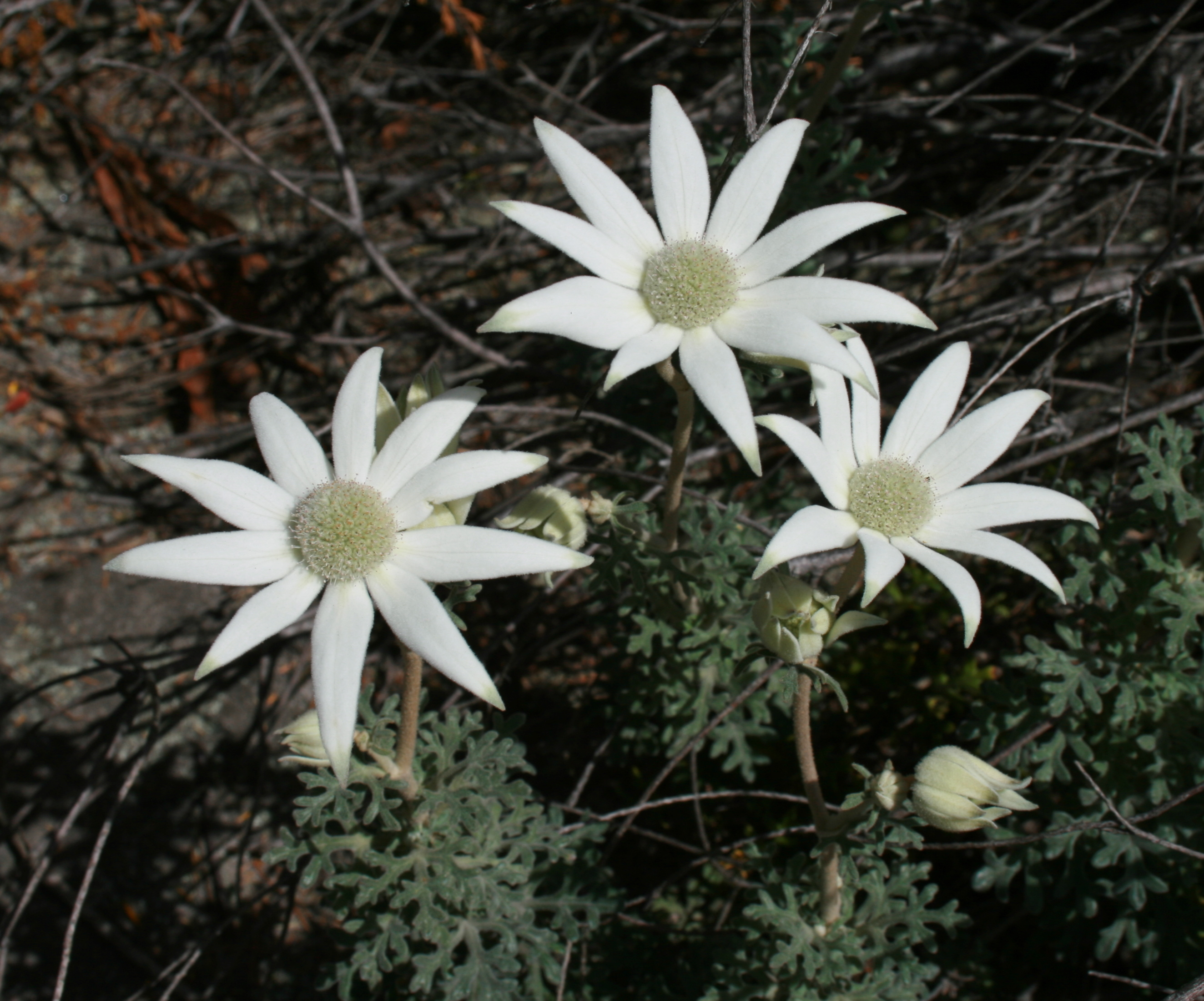
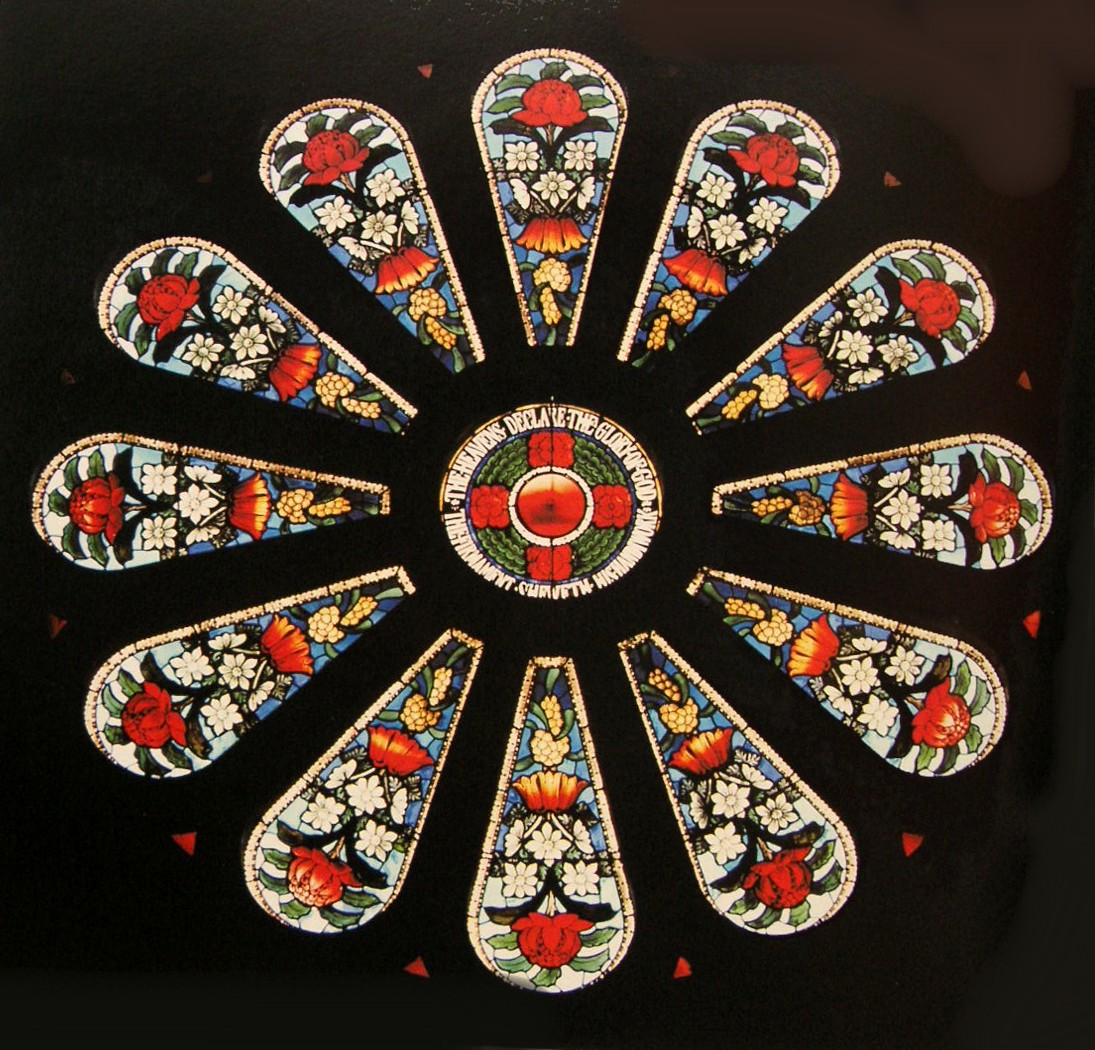
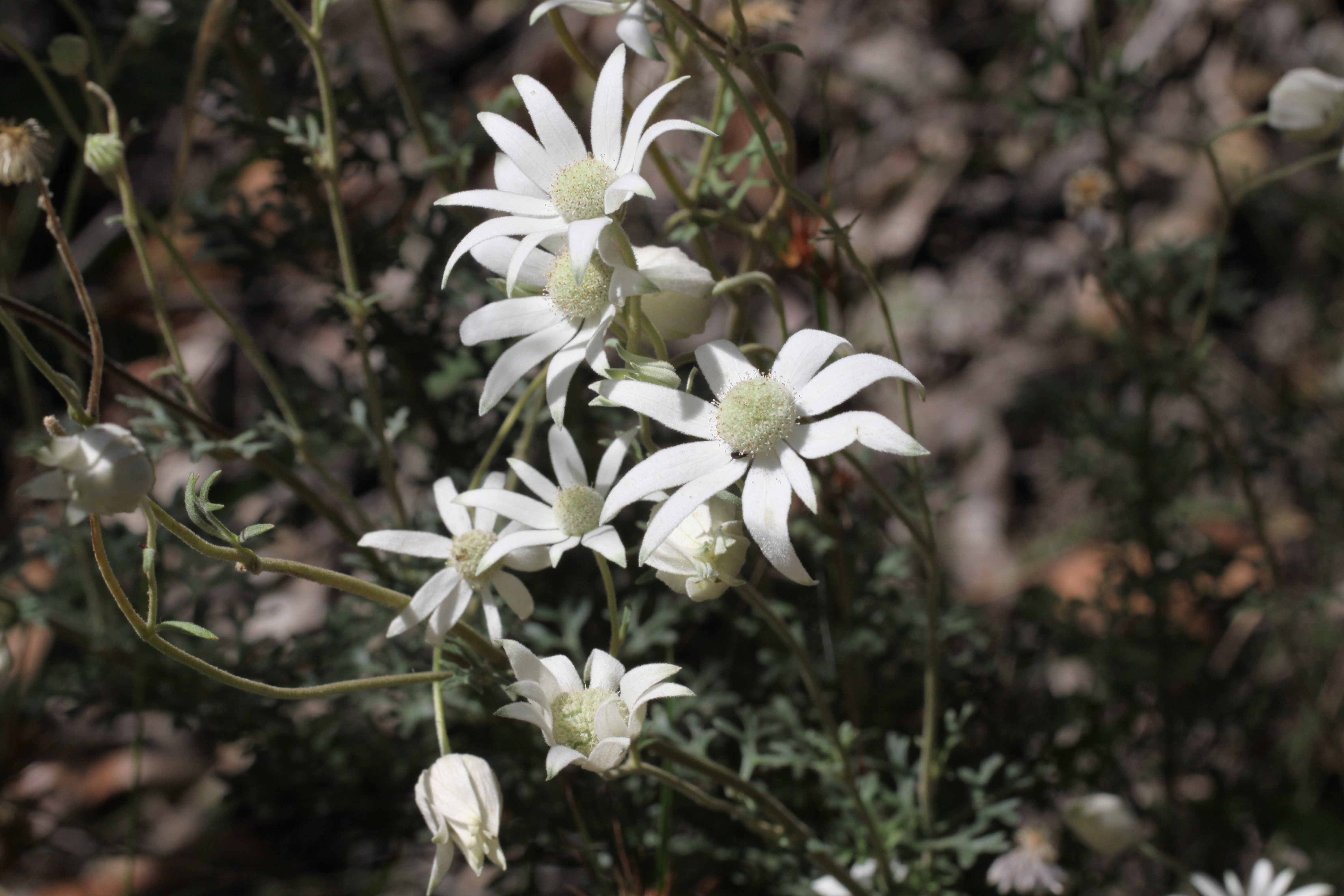
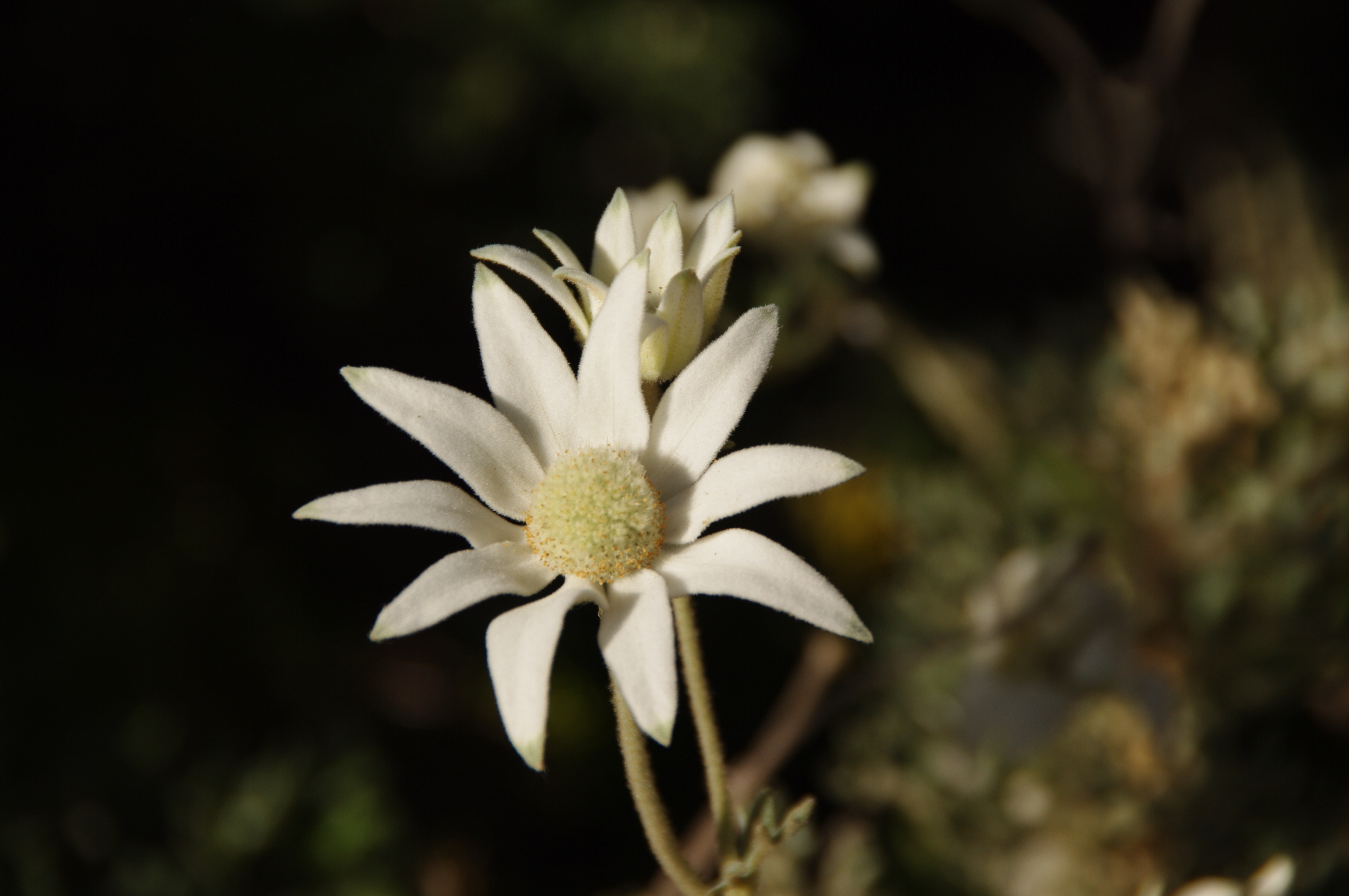
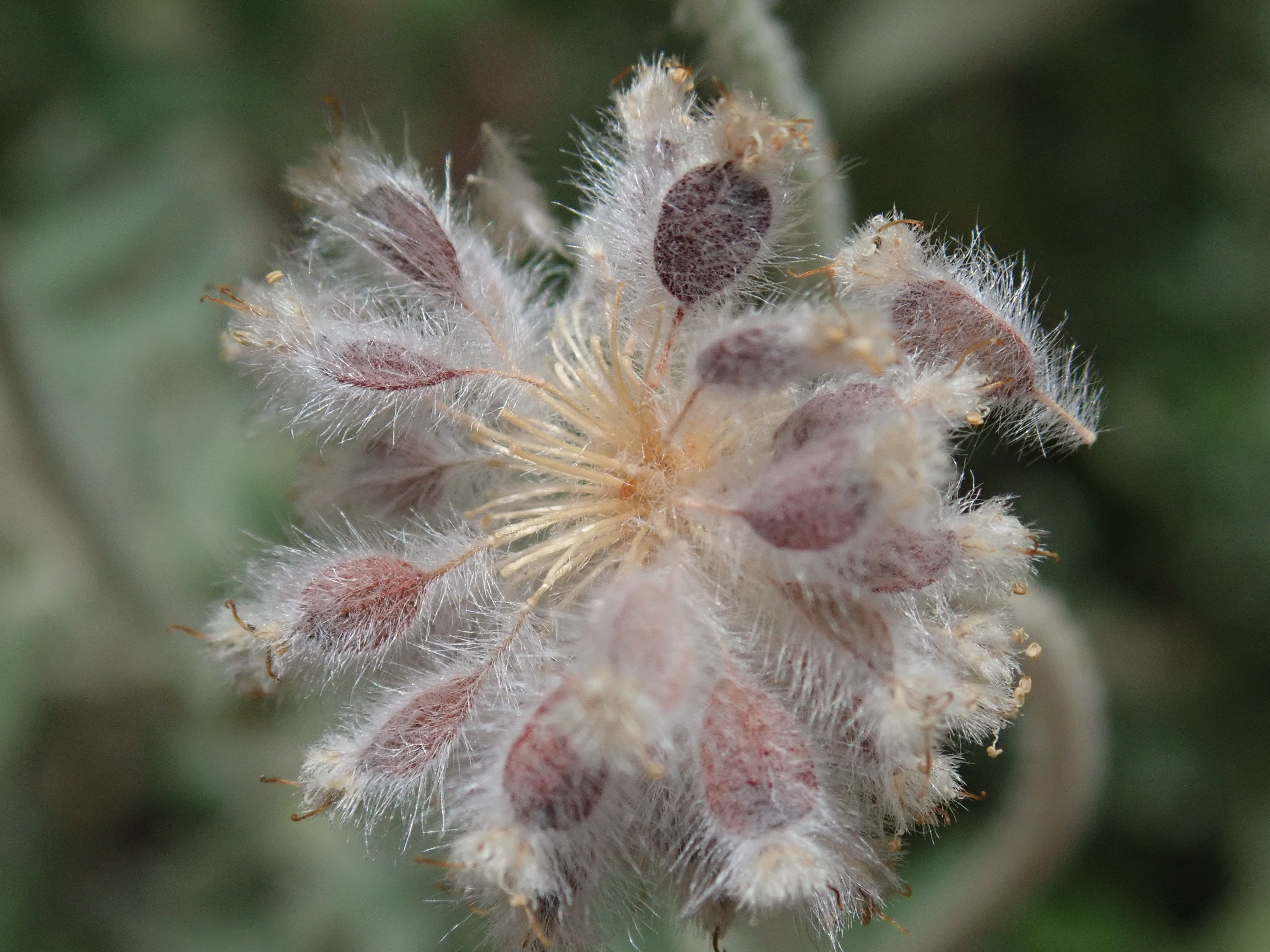